# White River (Dakota del Sur)
White River es una ciudad ubicada en el condado de Mellette en el estado estadounidense de Dakota del Sur. En el Censo de 2010 tenía una población de 581 habitantes y una densidad poblacional de 433,06 personas por km².

## Geografía
White River se encuentra ubicada en las coordenadas 43°34′2″N 100°44′42″O / 43.56722, -100.74500. Según la Oficina del Censo de los Estados Unidos, White River tiene una superficie total de 1.34 km², de la cual 1.34 km² corresponden a tierra firme y (0%) 0 km² es agua.

## Demografía
Según el censo de 2010, había 581 personas residiendo en White River. La densidad de población era de 433,06 hab./km². De los 581 habitantes, White River estaba compuesto por el 48.88% blancos, el 0.34% eran afroamericanos, el 40.62% eran amerindios, el 0.34% eran asiáticos, el 0% eran isleños del Pacífico, el 0.86% eran de otras razas y el 8.95% pertenecían a dos o más razas. Del total de la población el 2.07% eran hispanos o latinos de cualquier raza.